# Transport Maatschappij Holland
Transport Maatschappij Holland war ein niederländischer Hersteller von Automobilen.

## Unternehmensgeschichte
Das Unternehmen stellte zwischen 1899 und 1901 unter Leitung von Direktor De Leur Automobile und Nutzfahrzeuge her. Der Markenname lautete Maatschappij Holland. Insgesamt entstanden mindestens 14 Fahrzeuge.

## Fahrzeuge
Der Amsterdamer Postdienst bestellte und erhielt 1899 zehn Lieferwagen. Für den Antrieb sorgte ein Elektromotor. 1901 entstanden vier Pkw, ebenfalls mit Elektromotor. Sie waren als Coupé karosseriert.